# 丝叶匹菊
丝叶匹菊（学名：Pyrethrum abrotanifolium）为菊科匹菊属下的一个种。